# Список екорегіонів Нігерії
Нижче наведено список  екорегіонів в  Нігерії, згідно  Всесвітнього Фонду дикої природи (ВФД).

## Наземні екорегіони
по  основних типах середовищ існування 

### Тропічні та субтропічні вологі широколисті ліси
- Ліси Камерунського нагір'я
- Кросс-Нігерські перехідні ліси
- Кросс-Санаго-Біокські прибережні ліси
- Заболочені ліси дельти Нігеру
- Рівнинні ліси Нігерії

### Тропічні і субтропічні луки, савани і чагарники
- Гвінейська лісосавана
- Рідколісся Мандарського плато
- Сахель
- Західносуданська савана

### Гірські луки і чагарники
- Ліси та луки плато Джос

### Затоплювані луки і савани
- Затоплювані савани озера Чад

### Мангри
- Центральноафриканські мангри

## Прісноводні екорегіони
по біорегіону

### Ніло-Судан
- Прибережна бухта
- Водосбор  Чаду
- Нижній Нігер-Бенуе
- Дельта Нігеру

### Західне екваторіальне узбережжя
- Північно-західне екваторіальне узбережжя

## Морські екорегіони
- Центральна затока Гвінеї